# بی (ایل-ا-ویلن)
بی (به فرانسوی: Bais) یک کمون (فرانسه) در فرانسه است که در ایل-ا-ویلن واقع شده‌است. بی ۳۵٫۱۸ کیلومتر مربع مساحت دارد.